# 키젠
키젠(keygen, "key generator"의 준말)은 키 생성기를 의미한다. 일종의 크랙으로, 유료 소프트웨어(또는 서비스)를 이용할 수 있는 시리얼 코드와 같은 소프트웨어 키를 생성하는 컴퓨터 프로그램이다. 보통 키젠 프로그램들의 특징은 설치 과정이 없고, 크기도 조그맣게 제작된다. 키젠은 소프트웨어가 대량으로 기업이나 대형 사이트에 라이선스되어야 하는 상용 환경에서의 소프트웨어 라이선스 부여를 위해 소프트웨어 개발사들에 의해 합법적으로 배포될 수 있다. 그 밖의 경우 저작권 침해 환경에서 불법적으로 사용되는데, 이를테면 소프트웨어 크랙 그룹을 통해 다양한 웹사이트로부터 무료로 다운로드받을 수 있다. 일부 국가에서는 정품 코드를 구매하지 않고 키젠을 사용하여 소프트웨어를 활성화하는 것은 불법으로 간주하고 있다.
키젠 소프트웨어 배포판들은 서드파티에 의하여 악성코드에 감염될 수도 있다.

## 키젠의 동작 원리
불법 키젠을 만드는 사람은 일반적으로 역어셈블리를 사용하여, 표적이 되는 프로그램의 원본 어셈블리 코드를 살펴보고 소프트웨어 자체나 설치 프로그램의 변화를 검사한다. 프로그램의 코드에 실행 허가 권한을 획득할 때마다 입력된 키가 유효한지를 확인하는 일을 담당하는 서브루틴의 위치를 찾는다. 이러한 지식을 사용함으로써 이 알고리즘은 키젠에 통합되어 유효한 키를 만들어내는 역공학이 될 수 있다.
일련 번호의 보호 수준이 낮다면 복잡한 역공학은 요구되지 않는다. 그 까닭은 원래의 응용 프로그램에 있는 키 검사 코드 스스로가 효율적으로 복사되어 키젠에 통합될 수 있기 때문이다. 이러한 구조는 입력된 키가 일치하는지를 비교하기 위하여 내부적으로 원본 응용 프로그램 안의 올바른 키를 만들어내기도 한다.

## 같이 보기
- 제품 활성화